# Kebaman
Kebaman is een bestuurslaag in het regentschap Banyuwangi van de provincie Oost-Java, Indonesië. Kebaman telt 14.096 inwoners (volkstelling 2010).